# Meidoornduifmot
De meidoornduifmot (Paraswammerdamia nebulella) is een vlinder uit de familie stippelmotten (Yponomeutidae). De wetenschappelijke naam is voor het eerst geldig gepubliceerd in 1783 door Goeze.
De soort komt voor in Europa.